# Bieszczady Nationalpark
Bieszczady Nationalpark (polsk: Bieszczadzki Park Narodowy) er den tredjestørste nationalpark i Polen, der ligger i det Nedrekarpatiske voivodskab i det yderste sydøstlige hjørne af landet, der grænser op til Slovakiet og Ukraine.

## Historie
Parken blev oprettet i 1973. På det tidspunkt dækkede den kun 59,55 km2, men gennem årene blev det udvidet fire gange. De sidste udvidelser fandt sted i 1996 (da parken inkorporerede de tidligere landsbyer Bukowiec, Beniowa og Carynskie) og i 1999 (da de tidligere landsbyer Dzwiniacz, Tarnawa og Sokoliki blev tilføjet).
Parken har et areal på 292,02 km2, der dækker de højeste områder i den polske del af Bieszczadybjergene. I 1992 blev parken og de omkringliggende områder en del af et biosfærereservat under UNESCO: Østkarpatiske Biosfærereservat, som har et samlet areal på 2.132,11 km2 og inkluderer dele i Slovakiet og (siden 1998) Ukraine.

## Geografi
Omkring 80% af Bieszczady Nationalpark er dækket af skove, som hovedsagelig er naturskov med områder der er bevaret som uberørt. Den højeste top i parken, Tarnica, er 1.346 moh.

## Fauna
Nationalparken har et rigt dyreliv, med flere arter af truede dyr, der trives i området, blandt dem bjørne, grå ulv, europæisk vildkat, vildsvin, bævere, europæisk odder og europæisk los samt hjorte, elge og europæisk bison (over 500 bor i området). Parken indeholder interessante fuglearter, herunder ørne og ugler, og er hjemsted for den største polske bestand af æskulapsnog.
Parken er tyndt befolket (mindre end 1 person pr. km²), hvilket betyder, at dyr kan strejfe frit. Regionen er populær blandt turister, men der er ikke mange faciliteter. Omkring 70% af parken betragtes som et strengt beskyttet naturreservat, hvilket betyder, at udvidelse af stisystemet er begrænset. Parkens myndigheder fremmer vandreture.